# Iso Säynätjärvensaari
Iso Säynätjärvensaari är en ö i Finland. Den ligger i sjön Säynätjärvi och i kommunen Nyslott i  landskapet Södra Savolax, i den sydöstra delen av landet, 260 km nordost om huvudstaden Helsingfors. Öns area är 1,2 hektar och dess största längd är 210 meter i nord-sydlig riktning.